# Baltic Basketball League
La Baltic Basketball League, conosciuta in Italia anche come Lega Baltica, è stata un'importante competizione per club di pallacanestro.
Si trattava una manifestazione curata dalla ULEB (Union of European Leagues of Basketball) che vedeva partecipare club provenienti dall'Estonia, Lettonia e Lituania, e periodicamente da altre nazioni.

## Storia
La Lega venne fondata nel 2004, prendendo a modello la già esistente Lega Adriatica.
Dalla stagione 2006-2007 la Lega è stata divisa in due gironi: la Elite Division vede confrontarsi le 10 più forte squadre dei Paesi Baltici; mentre la Challenge Cup vede affrontarsi altre 11 squadre, la prima delle quali, al termine della regular season viene promossa nell'Elite Division.
Dalla stagione 2008-2009, il numero delle squadre è stato aumentato da 21 a 26, con club provenienti anche dalla Svezia.
Dal 2010 la Challenge Cup ha visto la partecipazione di squadre provenienti dal Kazakistan, e dal 2012, la Svezia è stata sostituita dalla Russia.
Al termine della regular season, le prime otto squadre della Elite Division si affrontano nei play-off per decretare il vincitore della Lega.
La stagione 2012-2013 vede grandi cambiamenti: la fusione tra Elite Division e Challenge Cup, con la partecipazione di 23 squadre suddivise in quattro gironi, e la successiva ammissione alla TOP-16, sul modello della ULEB Cup, e soprattutto la non partecipazione dello Žalgiris Kaunas e del Lietuvos Rytas, che avevamo dominato le edizioni precedenti che preferirono partecipare alla VTB United League.
Nel 2013 alla competizione partecipano per la prima volta nella storia squadre finlandesi; e l'anno successivo squadre russe. Nel 2016 vi partecipano per la prima volta squadre bielorusse.
Al termine della stagione 2017-2018 la lega ha annunciato la cessazione delle attività

## Albo d'oro

### Elite Division
| Stagione  | Vincitore       | Risultato         | Finalista       |
| --------- | --------------- | ----------------- | --------------- |
| 2004-2005 | Žalgiris Kaunas | 64 - 60           | Lietuvos rytas  |
| 2005-2006 | Lietuvos rytas  | 86 - 74           | Žalgiris Kaunas |
| 2006-2007 | Lietuvos rytas  | 81 - 77           | Žalgiris Kaunas |
| 2007-2008 | Žalgiris Kaunas | 86 - 84           | Lietuvos rytas  |
| 2008-2009 | Lietuvos rytas  | 97 - 74           | Žalgiris Kaunas |
| 2009-2010 | Žalgiris Kaunas | 73 - 66           | Lietuvos rytas  |
| 2010-2011 | Žalgiris Kaunas | 75 - 67           | VEF Rīga        |
| 2011-2012 | Žalgiris Kaunas | 74 - 70           | Rytas Vilnius   |
| 2012-2013 | Ventspils       | 91 - 69, 70 - 73  | Prienai         |
| 2013-2014 | Šiauliai        | 72 - 57, 78 - 66  | Prienai         |
| 2014-2015 | Šiauliai        | 68 - 70, 85 - 77  | Ventspils       |
| 2015-2016 | Šiauliai        | 74 - 81, 102 - 76 | Tartu Ülikooli  |
| 2016-2017 | Prienai         | 85 - 88, 89 - 74  | Pieno žvaigždės |
| 2017-2018 | Pieno žvaigždės | 98 - 80, 76 - 68  | Jūrmala         |

### Challenge Cup
| Stagione  | Vincitore       | Risultato         | Finalista       |
| --------- | --------------- | ----------------- | --------------- |
| 2008-2009 | Sakalai Vilnius | 84 - 77           | VEF Rīga        |
| 2009-2010 | Norrk. Dolphins | 77 - 87, 107 - 72 | Rūdupis Prienai |
| 2010-2011 | Juventus Utena  | 87 - 81, 89 - 72  | Aisčiai Kaunas  |
| 2011-2012 | Panevėžys       | 74 - 89, 82 - 71  | Rakvere Tarvas  |

## Vittorie per club
| Club            | Titolo | Città     | Anno                         |
| --------------- | ------ | --------- | ---------------------------- |
| Žalgiris Kaunas | 5      | Kaunas    | 2005, 2008, 2010, 2011, 2012 |
| Rytas Vilnius   | 3      | Vilnius   | 2006, 2007, 2009             |
| Šiauliai        | 3      | Šiauliai  | 2014, 2015, 2016             |
| Pieno žvaigždės | 1      | Pasvalys  | 2018                         |
| Prienai         | 1      | Prienai   | 2017                         |
| Ventspils       | 1      | Ventspils | 2013                         |

## Premi e riconoscimenti
- Baltic Basketball League MVP